# Han Hyeon
Han Hyeon (한현?; Gulabikdo, 30 settembre 1971) è un'ex cestista sudcoreana.

## Carriera
Con la Corea del Sud ha disputato i Campionati mondiali del 1994.